# Węgliniec (gmina)
Węgliniec est une gmina mixte du powiat de Zgorzelec, Basse-Silésie, dans le sud-ouest de la Pologne. Son siège est la ville de Węgliniec, qui se situe environ 22 km au nord-est de Zgorzelec, et 128 km à l'ouest de la capitale régionale Wrocław.
La gmina couvre une superficie de 338,44 km2 pour une population de 8 775 habitants.

## Géographie
La gmina est bordée par la ville de Gozdnica et les gminy d'Iłowa, Nowogrodziec, Osiecznica, Pieńsk et Przewóz.